# استان غربی، سری‌لانکا
استان غربی (බස්නාහිර පළාත) از استان‌های کشور سری‌لانکا است. این استان متراکم‌ترین استان سری‌لانکا از نظر جمعیت است. این استان ۵٬۸۲۱٬۷۱۰ نفر جمعیت دارد. شهر کلمبو، پایتخت کشور، مرکز این استان نیز به‌شمار می‌آید.